# Calamaria pavimentata
Calamaria pavimentata е вид змия от семейство Смокообразни (Colubridae).

## Разпространение
Видът е разпространен във Виетнам, Индия (Асам), Камбоджа, Китай (Хайнан), Лаос, Малайзия (Западна Малайзия), Мианмар, Провинции в КНР, Тайван, Тайланд и Япония.